# Фридрих Страсбургский
Фридрих фон Цоллерн (Фридрих Страсбургский) (ум. после 9 марта 1365) — граф фон Цоллерн (1344—1365). Основатель так называемой линии Гогенцоллерн-Страсбург.

## Биография
Младший (четвертый) сын графа Фридриха VIII фон Цоллерна (1309—1333).
С 1333 по 1342 год Фридрих каноник в Страсбурге. В 1342 году сложил духовный сан и вернулся на родину, где в 1343 году женился на Маргарите фон Гогенберг-Вилдберг, дочери Бурхарда V фон Гогенберга.
С 1344 года стал соправителем своего старшего брата Фридриха IX фон Цоллерна, известного как «Черный граф».
После смерти Фридриха Страсбургского его владения унаследовал старший сын Фридрих XI.

## Дети
От брака с Маргаритой фон Гогенберг у Фридриха было пять детей:
- Фридрих XI (ум. 1401), граф фон Цоллерн (1365—1401). Женат с 1377 года на Адельгейде фон Фюрстенберг (ум. 1413)
- Маргарита (ум. 1433), 1-й муж — Гебхард I фон Рехберг (ум. 1395/1397), 2-муж с 1398 года Альбрехт фон Абенсберг (ум. 1407), 3-й муж с 1424 года Вильгельм фон Пухберг (ум. 1426)
- Анна, муж Альбрехт III фон Рехберг (ум. 1408)
- Фридрих Остертаг IV (ум. 1399)
- Фридрих (ум. 1408/1410), каноник в Страсбурге с 1379 года.